# 대구범물초등학교
대구범물초등학교는 대한민국 대구광역시 수성구 범물동에 있는 공립 초등학교이다.

## 학교 연혁
- 1992년 9월 1일 초대 박민환 교장 취임
- 1992년 11월 1일 개교. 33학급 편성
- 1997년 9월 1일 제2대 조박자 교장 취임
- 1997년 9월 30일 급식소 개소식
- 2000년 3월 1일 제3대 이경희 교장 취임
- 2003년 9월 1일 제4대 장병출 교장 취임
- 2005년 3월 1일 제5대 안외순 교장 취임
- 2005년 8월 31일 학교 환경개선
- 2006년 1월 31일 급식용 승강기 완공
- 2007년 9월 1일 제6대 이극식 교장 취임
- 2008년 4월 10일 보육교실 개나리방 설치
- 2008년 6월 27일 다목적교실 향목관 완공
- 2009년 1월 23일 영어체험교실 설치사업 시작
- 2009년 1월 28일 보건실 현대화 사업 완공
- 2009년 1월 31일 급식실 현대화 사업 완공
- 2009년 2월 28일 예절교육 체험센터 완공
- 2009년 9월 1일 제7대 방경곤 교장 취임
- 2010년 2월 11일 제18회 졸업(졸업생 178명 총 4,633명)
- 2010년 3월 1일 23학급편성(특수2학급)
- 2010년 9월 1일 제8대 이정옥 교장 취임
- 2011년 2월 16일 제19회 졸업(졸업생 159명, 총 4,792명)
- 2011년 3월 1일 24학급편성(특수2학급)
- 2011년 8월 30일 교실(21실) 바닥 교체 공사, 복지실 및 Wee 클래스(상담실) 설치
- 2011년 11월 27일 우리들꽃 동산 조성
- 2012년 1월 2일 놀이시설 교체 공사
- 2012년 2월 9일 예절실 및 개나리반 리모델링 공사
- 2012년 2월 16일 제20회 졸업(졸업생 124명, 총 4,916명)
- 2012년 3월 1일 21학급 편성(특수2학급)
- 2012년 3월 26일 배움이지킴이실 설치
- 2012년 8월 31일 화장실 온수기 설치
- 2013년 2월 15일 제21회 졸업(졸업생 114명, 총 5,030명)
- 2013년 3월 1일 21학급 편성(특수학급2, 학생수 392명)
- 2013년 9월 1일 제9대 임무열 교장 취임
- 2014년 2월 14일 제22회 졸업(졸업생 88명, 총 5,118명)
- 2014년 3월 1일 20학급 편성(특수학급2, 학생수 366명)
- 2015년 2월 13일 제23회 졸업(졸업생 63명, 총 5,181명)
- 2015년 3월 2일 20학급 편성(특수학급2, 학생수 333명)
- 2016년 2월 4일 제24회 졸업(졸업생 60명, 총 5,243명
- 2016년 3월 1일 18학급 편성(특수학급2, 학생수 311명)
- 2017년 2월 15일 제25회 졸업(졸업생 50명, 총 5,303명)
- 2017년 3월 2일 제10대 정미희 교장 취임
- 2017년 3월 2일 16학급 편성(특수학급2, 학생수 275명)
- 2018년 2월 9일 제26회 졸업(졸업생 52명, 총 5,355명)
- 2018년 3월 2일 14학급 편성(특수학급2, 학생수 262명)

## 참고 자료
- 대구범물초등학교 - 한국교육학술정보원 학교알리미